# Никодим Светогорец
Никодим Светогорец или Никодим Агиорит (на гръцки: Νικόδημος ο Αγιορείτης) е светогорски монах, богослов и философ от XVIII - XIX век, почитан като светец от Православната църква.

## Биография
Никодим е роден на остров Наксос, тогава в Османската империя.